# Futbol a Etiòpia
El futbol és l'esport més popular a Etiòpia.

## Història
El futbol aparegué al país de la ma dels italians el 1937. El primer estadi a Addis Abeba fou el Campo Sportivo "Littorio", construït durant aquests anys, més tard anomenat Estadi Addis Abeba.
L'any 1944 es disputà el primer campionat nacional amb la participació de 5 equips representant les diverses comunitats residents al país. El campió fou British Military Mission-BMME de l'armada britànica, imposant-se a St. George (etíops); Fortitudo (italians); Ararat (armenis) i Olympiakos (grecs). La primera copa es disputà l'any següent.

## Competicions

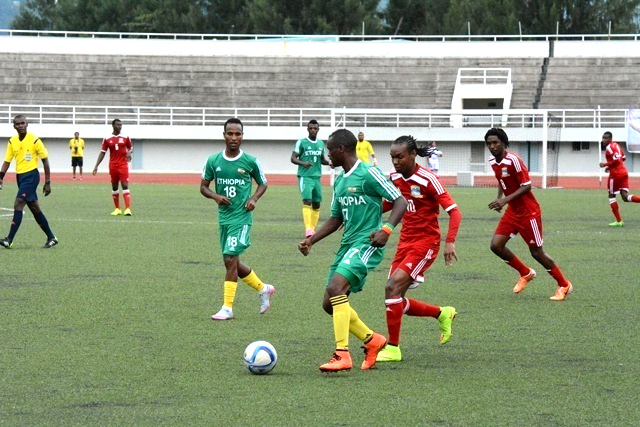
Seychelles vs Ethiopia, 5 de setembre de 2015.

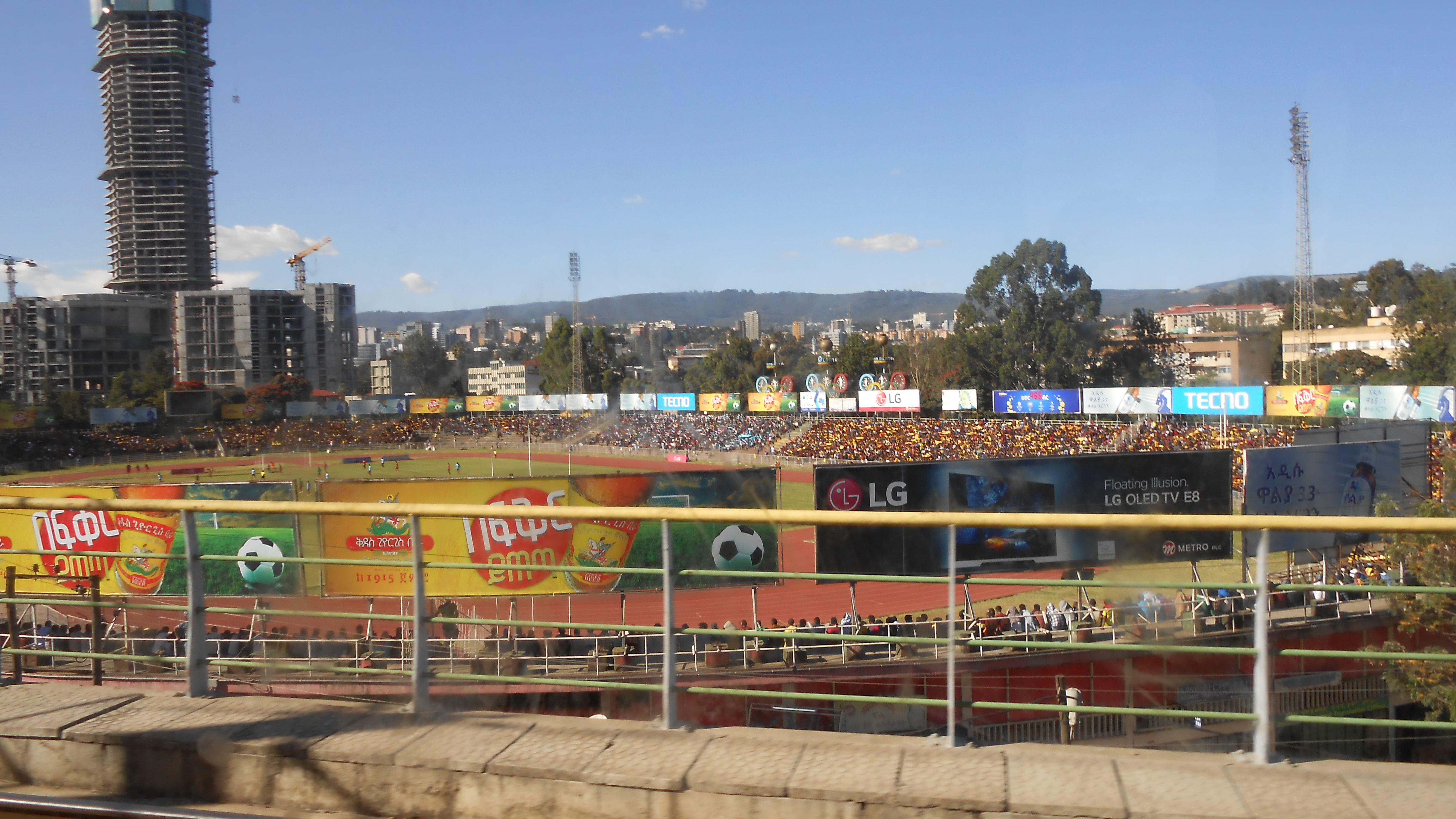
Seguidors de Fitxer:Saint George a l'estadi.

- Lligues:
  - Lliga etíop de futbol
- Copes:
  - Copa etíop de futbol
  - Supercopa etíop de futbol

## Principals clubs
Clubs amb més títols nacionals a 2019.
- Saint George SC (Brewery)
- Defence Force SC (Mekelakeya)
- Cotton Factory Club
- Ethiopian Coffee SC (Ethio-Bunna)
- Ethiopian Electric Power Corporation FC (Mebrat Hail)
- Dedebit FC
- Awassa City SC
- Ethiopian Insurance FC (Medhin)

## Jugadors destacats
Inclou jugadors nascuts a Eritrea internacionals amb Etiòpia. Fonts:
Des de 1950
- Nassir Berhe
- Mikael Gila
- Araya Kiflom
- Kebede Metaferia
- Yidnekatchew Tessema

Des de 1960
- Shewangizaw Agonafer
- Mekouria Kebede Asfaw
- Berhe Asmelash
- Abbebe Getatchew
- Bekure-Tsion Gebrehiwot
- Berhe Goitom
- Tekle Kidane
- Awade Mohammed
- Girma Tekle
- Gebremedhin Tesfayé
- Getachew Wolde
- Italo Vassalo
- Luciano Vassalo
- Netsere Woldeselassie
- Mengistu Worku

Des de 1970
- Wolde-Emmanuel Fesseha

Des de 2000
- Degu Debebe
- Teshome Getu

Des de 2010
- Getaneh Kebede

## Principals estadis

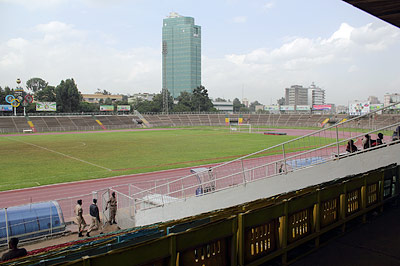
Estadi Addis Abeba.

| #  | Estadi                                        | Ciutat      | Capacitat |
| -- | --------------------------------------------- | ----------- | --------- |
| 1  | Addis Ababa National Stadium (en construcció) | Addis Ababa | 62.000    |
| 2  | Bahir Dar Stadium                             | Bahir Dar   | 60.000    |
| 3  | Tigray Stadium                                | Mekelle     | 40.000    |
| 4  | Addis Ababa Stadium                           | Addis Ababa | 35.000    |
| 5  | Abebe Bikila Stadium                          | Addis Ababa | 30.000    |
| 6  | Woldiya Stadium                               | Weldiya     | 25.155    |
| 7  | Awassa Kenema Stadium                         | Awassa      | 25.000    |
| 8  | Dire Dawa Stadium                             | Dire Dawa   | 18.000    |
| 9  | Wonji Stadium                                 | Wenji       | 14.000    |
| 10 | Harrar Bira Stadium                           | Harar       | 10.000    |